# Aragona
 (octobre 2021).
La mise en forme du texte ne suit pas les recommandations de Wikipédia : il faut le « wikifier ».
Les points d'amélioration suivants sont les cas les plus fréquents. Le détail des points à revoir est peut-être précisé sur la page de discussion.
- Les titres sont pré-formatés par le logiciel. Ils ne sont ni en capitales, ni en gras.
- Le texte ne doit pas être écrit en capitales (les noms de famille non plus), ni en gras, ni en italique, ni en « petit »…
- Le gras n'est utilisé que pour surligner le titre de l'article dans l'introduction, une seule fois.
- L'italique est rarement utilisé : mots en langue étrangère, titres d'œuvres, noms de bateaux, etc.
- Les citations ne sont pas en italique mais en corps de texte normal. Elles sont entourées par des guillemets français : « et ».
- Les listes à puces sont à éviter, des paragraphes rédigés étant largement préférés. Les tableaux sont à réserver à la présentation de données structurées (résultats, etc.).
- Les appels de note de bas de page (petits chiffres en exposant, introduits par l'outil «  Source ») sont à placer entre la fin de phrase et le point final[comme ça].
- Les liens internes (vers d'autres articles de Wikipédia) sont à choisir avec parcimonie. Créez des liens vers des articles approfondissant le sujet. Les termes génériques sans rapport avec le sujet sont à éviter, ainsi que les répétitions de liens vers un même terme.
- Les liens externes sont à placer uniquement dans une section « Liens externes », à la fin de l'article. Ces liens sont à choisir avec parcimonie suivant les règles définies. Si un lien sert de source à l'article, son insertion dans le texte est à faire par les notes de bas de page.
- La présentation des références doit suivre les conventions bibliographiques. Il est recommandé d'utiliser les modèles {{Ouvrage}}, {{Chapitre}}, {{Article}}, {{Lien web}} et/ou {{Bibliographie}}. Le mode d'édition visuel peut mettre en forme automatiquement les références.
- Insérer une infobox (cadre d'informations à droite) n'est pas obligatoire pour parachever la mise en page.

Pour une aide détaillée, merci de consulter Aide:Wikification.
Si vous pensez que ces points ont été résolus, vous pouvez retirer ce bandeau et améliorer la mise en forme d'un autre article.
Aragona est une commune de la province d'Agrigente en Sicile (Italie).

## Toponymie
Aragona – commune en province de Agrigento ; 
Araguna ou Raona en sicilien.

## Patrimoine de la ville

### La tour Salto d’Angio
La tour Salto d’Angio, située à 5 kilomètres du centre-ville, est construite à la fin du XVIIIe siècle au sommet d’une colline dominant la vallée du Platani. Ce bâtiment sert de site défensif et abrite les habitants avoisinants. Cette tour a été bâtie sur une ancienne ferme dont les premières traces datent du XIe siècle.

### Palais Naselli
Initialement édifié pour servir de palais baronnial, il est situé sur la place Umberto 1er au centre de la commune. Cet édifice a été construit au 16e siècle par le prince de la région. 

### Réserve naturelle des  Maccalube
Les  Maccalube  sont des zones de la campagne aragonaise où se produit le phénomène naturel de volcanisme sédimentaire de volcan de boue. On observe des cônes de boue froide sur le sol. Ce phénomène est formé par la remontée de gaz souterrain qui s’échappent et rendent cette zone stérile. 

## Géographie
Git en contrebas de la Colline Belvedere à la hauteur de 400 m.  Phénomène para-volcanique des "Maccalube" et château du "Salto d'Angio'". À Caldare, belle Palazzina des barons Vella/Morreale.

### Voies de communication et transport
La route SS 189 traverse la ville.

## Histoire
Fondée en 1604 par le Prince Balthassar Naselli III, qui lui donna le nom de Aragona,  en honneur de sa mère, Beatrice Branciforti di Aragona (italianisé de Aragon - Espagne), sœur de Maria Branciforti, Reine d'Espagne. Aragona connaît rapidement un grand essor, avec environ 10 000 habitants au XVIIIe siècle. Sa population monte à 17 000 au début du XXe siècle, avec  l'essor de l'extraction des mines de soufre et du sel ; dans les années 1950, avec l'arrêt des mines de soufre, commence une importante émigration vers l'Europe du Nord, l'Amérique du Nord et l'Argentine.

## Zone archéologique

### La nécropole de Caldare
La Nécropole de Caldare est découverte en 1898 par d’anciens mineurs de soufre. Cette nécropole, où les archéologues ont retrouvé une série d’objets (couteau et vases), se compose de cryptes creusées dans la roche. On y retrouve des tombes datant de -3500 et – 1300. 

## Économie
Agriculture, principalement blé, fèves, amandes ; industrie minière du soufre (arrêtée actuellement). Commerce de céramiques et articles sanitaires de la Société 4M. D’une qualité exceptionnelle est la saucisse de porc ; fromage Pecorino.

## Culture
Principalement animée par Nino Seviroli, personnage éclectique : bibliothécaire, présentateur, chanteur et défenseur des traditions locales;  Pino Piparo di Aragona, défenseur de la culture et de la langue siciliennes ; C. Gaziano, auteur d'une remarquable trilogie  <Aragona e i suoi Principi >;  le Docteur Franz Butera, mélomane et organisateur de fêtes.
De particulier intérêt le < Palazzo Principe >  avec des fresques de Borremans et l'église Madrice, avec ses importantes archives et un moderne, splendide orgue offert par Pino Piparo di Aragona.
Gare de Aragona, important nœud ferroviaire, dans la connexion des lignes pour Agrigente, Catane, Palerme. Dans sa proximité se trouve la contrée Palamenga, riche en vestiges et objets datant de depuis le 9e millénaire av. J.-C. : objets conservés dans le Musée de la commune de Comitini.
Importants vestiges de la période sarrasine.

## Folklore

### Taganu
Le Taganu est un plat traditionnel d’Aragona. Ce plat se cuisine durant la semaine pascale. Il se compose de pâtes, œufs et du fromage la tuma. 

## Événement commémoratif
Jumelage avec la ville de La Louvière, Belgique.

## Fêtes, foires
Procession du Vendredi Saint, accompagnée par une singulière musique < Vero filio >, e < L'incontro > du dimanche de Pâques; fêtes de San Vincenzo et Santa Rosalie, couronnées par un spectaculaire feu d'artifice.  Foire foraine les mardis.

### Fête de la saucisse
Cette fête célèbre le saint patron d’Aragona  San Vincenzo Ferreri tous les 2e dimanche de septembre. Les Aragonais le célèbrent avec des cérémonies religieuses et des spectacles dans la commune pour fêter la fin de l’été. Lors de cette fête, on propose la dégustation de saucisses traditionnelles mais aussi de produits locaux.
En 2010, la commune d’Aragona est jumelée avec celle de La Louvière en Belgique, où de nombreux émigrés aragonais se sont installés dans cette région. En 2019, cette fête s’est exportée à La Louvière en Belgique à la suite de ce jumelage.

## Administration
| Période                                  | Période  | Identité        | Étiquette       | Qualité |
| ---------------------------------------- | -------- | --------------- | --------------- | ------- |
| 29 mai 2007                              | En cours | Alfonso Tedesco | Centro-Sinistra |         |
| Les données manquantes sont à compléter. |          |                 |                 |         |

### Hameaux
Caldare

### Communes limitrophes
Agrigente, Campofranco, Casteltermini, Comitini, Favara, Grotte, Joppolo Giancaxio, Sant'Angelo Muxaro, Santa Elisabetta

## Personnalités
- Enzo Scifo, footballeur, d'origine d'Aragona.